# Hitoshi Sasaki (fotbollsspelare född 1973)
Hitoshi Sasaki (佐々木 仁 Sasaki Hitoshi?), född 9 juli 1973 i Iwate prefektur, är en japansk före detta fotbollsspelare.
Sasaki började sin karriär 1992 i Fujita Industries (Bellmare Hiratsuka). Med Bellmare Hiratsuka vann han japanska cupen 1994. 1998 blev han utlånad till Avispa Fukuoka. 1999 flyttade han till Yokohama FC. Han avslutade karriären 1999.